# Куркулак
Куркула́к — річка в Україні, в межах Токмацького району Запорізької області. Права притока Чингулу (басейн Азовського моря).

## Опис
Довжина річки 28 км, площа басейну 129 км². Долина трапецієподібна, завширшки 2,5 км, завглибшки до 50 м; її праві схили вищі за ліві, порізані ярами і балками. Річище слабозвивисте, завширшки пересічно 2 м, часто пересихає (особливо у верхів'ях). Похил річки 3 м/км. Споруджено ставки. Куркулак у перекладі означає “вовчий яр”.

## Розташування
Куркулак бере початок у балці, що на захід від села Чистопілля. Тече переважно на південь (у пригирловій частині — на південний схід). Впадає до Чингулу на захід від міста Токмака. 